# Американо-сенегальские отношения
Отношения Сенегала и Соединённых Штатов Америки — двусторонние дипломатические отношения между Сенегалом и Соединёнными Штатами.
Сенегал является одной из самых проамериканских стран в мире, где 69 % его жителей положительно относятся к США, увеличившись до 81 % в 2013 году, несколько снизившись до 74 % в 2014 году. Согласно докладу о глобальном лидерстве США за 2012 год, 79 % сенегальцев одобряют руководство США, а 20 % не одобряют.

## История
Сенегал поддерживает прекрасные отношения с Соединёнными Штатами, которые оказывают ему значительную экономическую и техническую помощь. Правительство Сенегала известно и уважаемо своими способными дипломатами и часто поддерживало США в ООН, в том числе путём предоставления войск для миротворческой деятельности.

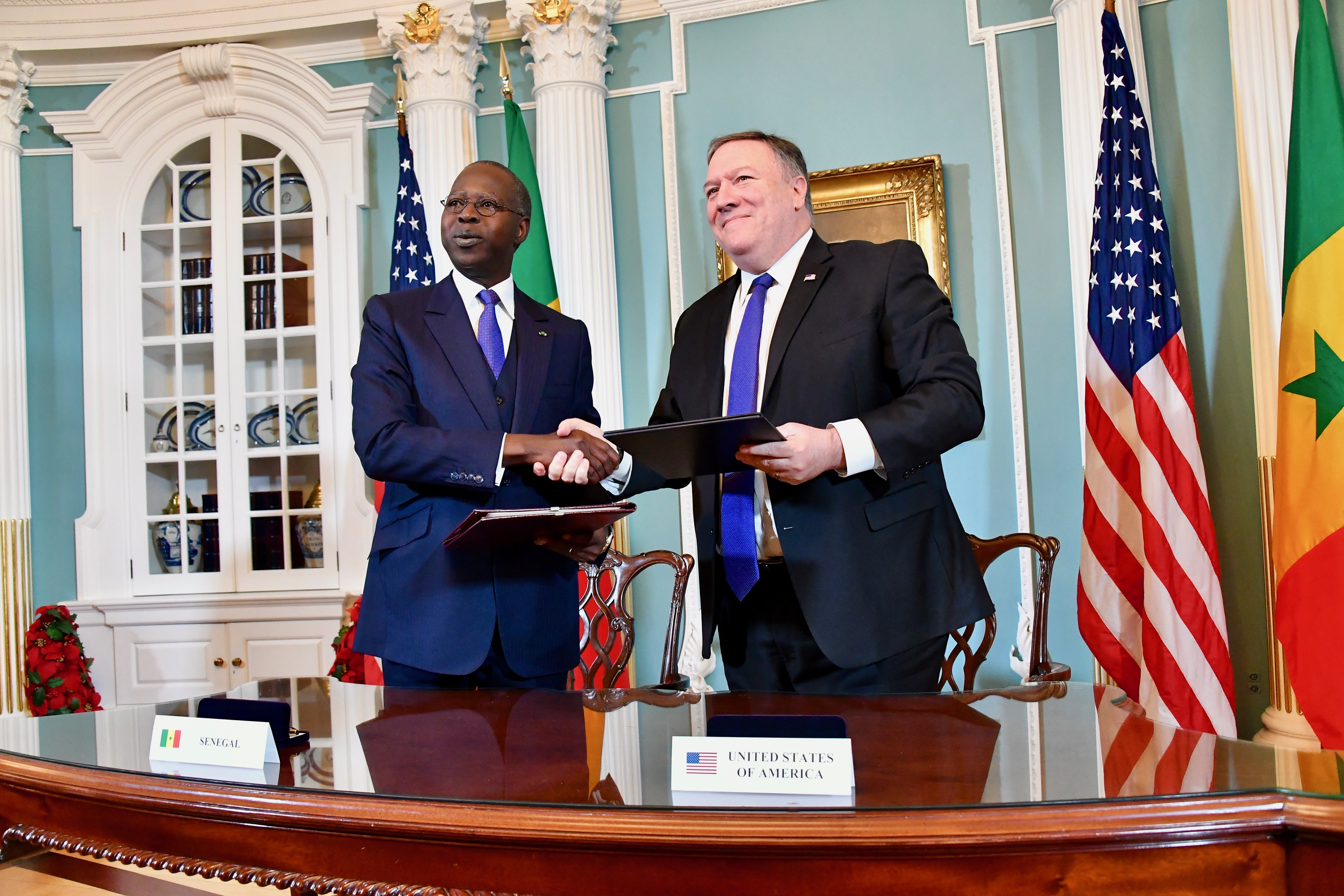
Премьер-министр Сенегала Махамм Бун Абдалла Дион (слева) и госсекретарь США Майкл Помпео (справа) в декабре 2018 года

Около 300 сенегальских студентов приезжают в Соединённые Штаты каждый год для обучения. Президент Диуф совершил свой первый официальный визит в Вашингтон, округ Колумбия, в августе 1983 года и после этого несколько раз ездил в США. Сенегал был первой остановкой президента Джорджа У. Буша во время его визита в Африку в июле 2003 года. В июне 2001 года президент Уэйд встретился с президентом Бушем в Белом доме. В 1995 году Сенегал принимал у себя второй афро-афроамериканский саммит. Первая леди Хиллари Клинтон начала свою поездку в Африку в марте 1997 года с визита в Сенегал, а президент Билл Клинтон посетил Сенегал в 1998 году. Помощник министра по делам Африки Вальтер Канштайнер посетил Сенегал в августе 2001 года. Министр иностранных дел Гадио встречался с Государственным секретарём Колином Пауэллом в сентябре и ноябре 2001 года. Сенегал занял твёрдую позицию в борьбе с терроризмом после террористических нападений на США 11 сентября 2001 года, а в октябре 2001 года провёл конференцию по созданию Африканского пакта о борьбе с терроризмом. 20 июля 2005 года госсекретарь Райс приняла участие в четвёртом ежегодном форуме Африканского закона о росте и возможностях (AGOA), состоявшемся в Дакаре, Сенегал. В этом году форум был посвящён расширению инвестиционных инициатив и содействию экономическому и политическому развитию в Африке. В июне 2007 года первая леди Лора Буш сделала свою первую остановку в Сенегале во время поездки по четырём странам Африки в поддержку инициативы президента по борьбе с малярией (PMI) и чрезвычайного плана президента по оказанию помощи в связи со СПИДом (PEPFAR).
Агентство США по международному развитию (USAID) реализует программу правительства США по оказанию помощи в целях развития. Стратегия ЮСАИД направлена на содействие экономическому росту, а также развитию частного сектора путём расширения услуг микрофинансирования и развития бизнеса и коммерциализации природных и нетрадиционных продуктов, улучшение местных услуг и устойчивое использование ресурсов, расширение использования децентрализованных медицинских услуг и улучшение среднего школьного образования, особенно для девочек. Кроме того, существует программа урегулирования конфликтов и восстановления для улучшения условий мира в двух южных районах Сенегала, известных как «Казаманс». В 2005 финансовом году ЮСАИД предоставит Сенегалу помощь в целях развития на сумму 29,9 млн долл. США.
Программа Корпуса Мира в Сенегале насчитывает около 150 добровольцев, работающих в сфере сельского хозяйства, лесного хозяйства, здравоохранения и развития малого бизнеса.